# Melbeta (Nebraska)
Melbeta je selo u američkoj saveznoj državi Nebraska. Prema popisu stanovništva iz 2010. u njemu je živjelo 112 stanovnika.